# Odontognophos zacharia
Odontognophos zacharia är en fjärilsart som beskrevs av Otto Staudinger 1879. Odontognophos zacharia ingår i släktet Odontognophos och familjen mätare. Inga underarter finns listade i Catalogue of Life.